# Олаф Шольц
О́лаф Шо́льц (нім. Olaf Scholz; нар. 14 червня 1958, Оснабрюк, Нижня Саксонія, ФРН) — німецький політик та державний діяч, член Соціал-демократичної партії, Федеральний канцлер Німеччини з 8 грудня 2021 рокудо 6 травня 2025 року.

## Біографія
Олаф Шольц виріс у районі Гамбург-Ральштедт та був найстаршим серед своїх братів. Його батьки працювали в текстильній індустрії. Молодший брат Єнс Шольц (нар. 7 вересня 1959, Оснабрюк) працює анастезіологом та з 2009 року очолює раду правління університетської клініки в Шлезвіг-Гольштейні, а наймолодший брат Інґо Шольц є директором комп'ютерної компанії в Гамбурзі.
Після закінчення гімназії 1977 року та проходження альтернативної служби Олаф Шольц вивчав право в Гамбурзькому університеті, який закінчив 1985 року. Шольц — фаховий юрист із трудового права та партнер у юридичній фірмі «Zimmermann, Scholz und Partner» у Гамбурзі. Крім того, з 1990 до 1998 року був синдиком у Центральній асоціації німецьких споживчих спілок.
З травня до жовтня 2001 року Шольц був сенатором внутрішніх справ Гамбурга, з жовтня 2002 року до березня 2004 року — генеральним секретарем СДП, з листопада 2007 року до жовтня 2009 року — федеральним міністром праці та соціальних питань Німеччини в першому уряді Анґели Меркель, а з березня 2011 року до березня 2018 року — бургомістром Гамбурга, пропонував відкрити елітний університет. З 2000 до 2004 та з 2009 до 2018 року Олаф був головою СДП Гамбурга, а з 2009 до 2019 року — заступником федерального голови СДП. З 13 лютого 2018 року до 22 квітня 2018 року виконував обов'язки федерального голови СДП. З 14 березня 2018 року по 8 грудня 2021 рік — міністр фінансів Німеччини.

### Особисте життя
Олаф Шольц одружений із політичною діячкою (СДП) Бріттою Ернст. У пари немає дітей, політики проживають у Потсдамі.

### Позаполітична діяльність
Є членом гамбурзької ініціативи «Більше часу для дітей». З листопада 2006 року є меценатом проєкту «Освіта проти злочинності» — превентивного шкільного заходу в одному зі соціально-слабких районів Гамбурга. Проєкт засновано у 2005 році студентською освітньою ініціативою у кварталі, меценатом якого був Олаф Шольц.

## Канцлерство

### Вибори
Спочатку за сухість та безпристрасність політика називали Шольцомат, але потім він трохи змінив імідж і намагався виглядати більш живим, пристрасним та посміхатись. Тому саме в Шольці, а не в його конкурентах німці побачили прийнятну заміну Ангелі Меркель, яка йшла з посади.
Суперники виявились слабкі. ХДС поставив на чолі списку спочатку непопулярного в Німеччині Арміна Лашета. Кандидат від «зелених» Анналена Бербок стартувала в квітні з позиції лідера перегонів, проте провалила передвиборчу кампанію.
Важливу роль відіграла обіцянка соціал-демократів та Шольца підняти погодинну оплату праці до 12 євро з нинішніх 9 євро 60 центів.

### Коаліція
6 грудня 2021 року члени партії «Союз 90/Зелені» схвалили рішення про участь у коаліції зі соціал-демократами та лібералами.
Три партії представили 177-сторінкову коаліційну угоду 24 листопада. Майбутній уряд планує збільшити державні інвестиції в зелені технології та цифровізацію, а з 2023 року повернутися до стратегії, відомої як «чорний нуль», за якої планові витрати фінансуватимуться не за рахунок нових кредитів, а виключно з бюджетних доходів. Також партії погодили відмову Німеччини від вугілля до 2030 року.
Крім того, за новою угодою, іммігранти зможуть подати заявку на німецьке громадянство після 5 років проживання у ФРН. Також дозволяється подвійне громадянство. Крім того, в угоді йдеться про плани легалізації регульованого збуту канабісу. Мінімальну заробітну плату мають підвищити до 12 євро за годину.

### Візити до Києва та Москви
15 січня 2022 року Олаф Шольц під час візиту до Росії закликав до деескалації конфлікту на Сході України. Канцлер заявив, що нинішня безпекова ситуація є найсерйознішою за багато останніх років, також висловив стурбованість зростаючим тиском на громадянське суспільство в Росії.
17 січня того ж року Олаф Шольц заявив, що підтримує політику попередньої влади щодо непостачання зброї Україні. Водночас канцлер додав, що «не можна нехтувати пересуванням військ уздовж українського кордону. Вони є масштабними і становлять загрозу суверенітету України». 14 лютого того ж року під час офіційного візиту до Києва заявив, що питання про членство України в НАТО зараз не актуальне.
17 лютого відбулась телефонна розмова між президентом США Джозефом Байденом та канцлером Німеччини Олафом Шольцом, під час якої сторони обговорили загрозу російського вторгнення в Україну. Шольц поділився з президентом США враженнями від останніх поїздок до Києва та Москви.
19 лютого під час Мюнхенської конференції з безпеки Олаф Шольц заявив, що Захід та особисто він змушені доводити Путіну, що події на Донбасі не схожі на те, що відбувалось на Балканах у 1990-х. Він також чув зауваження від Путіна на адресу Заходу про те, що в 1990-х війська НАТО розпочали військове вторгнення в Сербію. Водночас, відповідаючи на питання про те, чи треба пришвидшити вступ України до ЄС та НАТО, канцлер заперечив це, відповівши, що це не розглядається.
15 червня 2022 року на спецпотязі канцлер Німеччини Олаф Шольц, президент Франції Еммануель Макрон та голова уряду Італії Маріо Драгі прибули в Україну. Тут вони зустрілися з президентом Зеленським та висловили підтримку Україні. Під час візиту в Україну європейські політики відвідали Ірпінь, який кілька місяців тому звільнили від російських окупантів.

### Позиція щодо російсько-української війни
22 лютого після визнання Путіним ОРДЛО призупинив сертифікацію «Північного Потоку-2». Шольц заявив, що Росія порушила свої міжнародні домовленості та вдалася до «незбагненного, несправедливого» кроку, визнавши незалежність територій, контрольованих угрупованнями «ЛНР» та «ДНР». Вже 24 лютого Путін заявив про початок «спеціальної військової операції в Донбасі», у відповідь на це Шольц назвав день початку військової агресії проти Києва «жахливим днем для України та похмурим днем для Європи».
26 лютого під час зустрічі з головою уряду Польщі Матеушом Моравецьким змінив позицію щодо постачання Україні зброї та заявив, що Німеччина постачатиме Україні протитанкові засоби та ракети стінгер. Раніше Німеччина відхиляла запити України на постачання Німеччиною зброї в зони конфлікту, що діє з Другої світової війни. Пізніше німецький канцлер повідомив, що Німеччина свідомо вивела з-під санкцій постачання енергоносіїв з РФ. За його словами, всі кроки розрахували так, щоб сильно вдарити по РФ, але залишитись стійкими у довгостроковій перспективі.
9 березня стало відомо, що Німеччина на чолі з Шольцом — одна з небагатьох країн, яка блокує повне відключення російського «Сбербанка» від міжнародної міжбанківської системи SWIFT.
17 березня канцлер заявив про неприпустимість образ в бік усіх росіян, оскільки за війну в Україні, на його думку, відповідальний тільки Путін. В Офісі президента України назвали такий заклик «прагненням виправдати свою нерішучість».
24 березня Шольц закликав посилити військово-технічну допомогу Збройним Силам України. Шольц вважає, що потрібно постійно постачати зброю Україні. 30 березня канцлер заявив про готовність Німеччини стати гарантом територіальної цілісності України. Того ж дня політик сказав, що Росія напала на Україну через імперіалістичні погляди.

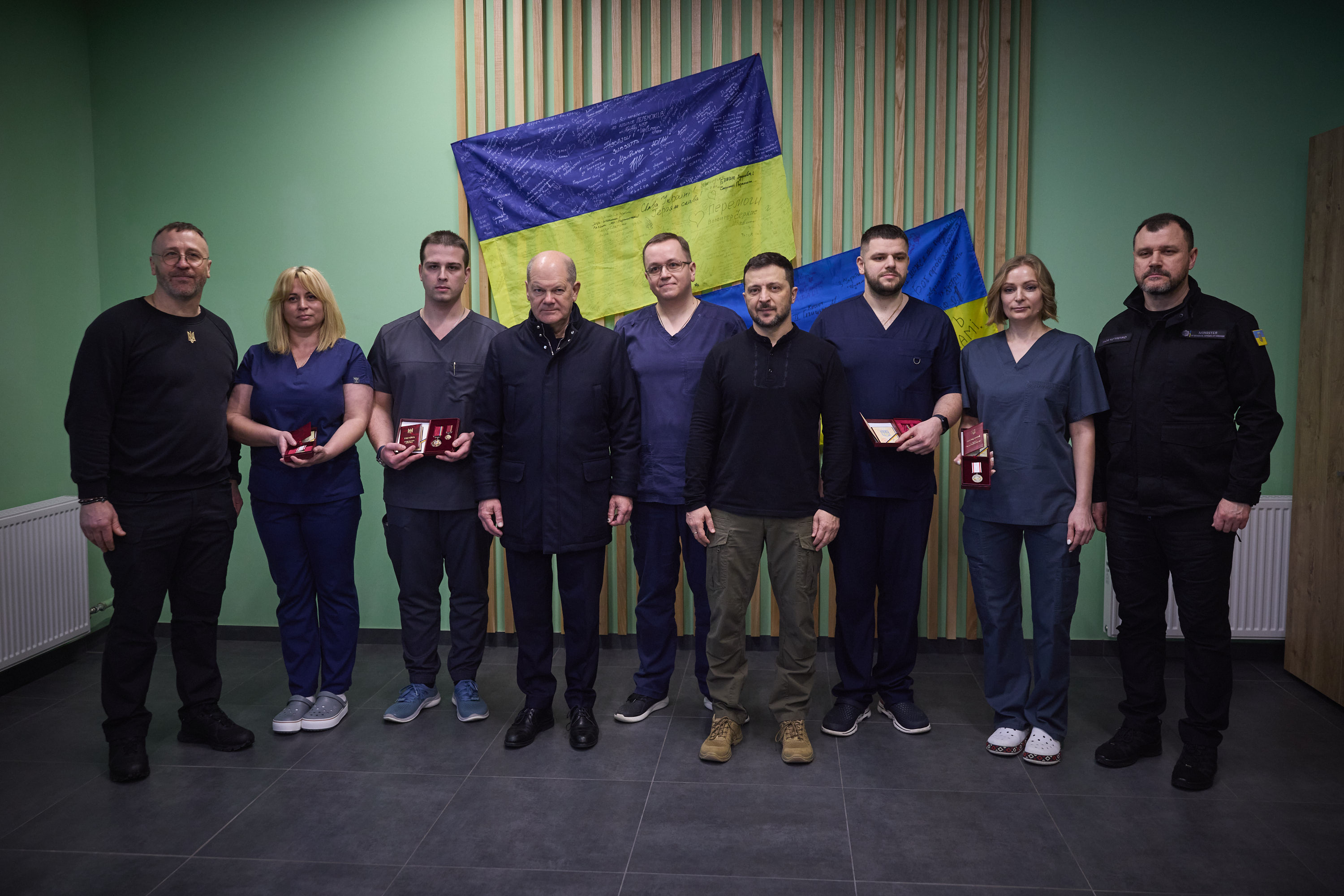
Володимир Зеленський та Олаф Шольц відвідали поранених українських воїнів у Києві, Україна, 2 грудня 2024 року

2 грудня того ж року Олаф Шольц під час телефонної розмови закликав Путіна вивести війська з України.
14 липня 2023 року канцлер Шольц повідомив, що Німеччина за 5 років поставить Україні зброї на 17 млрд євро.

### Позиція щодо членства України в ЄС
19 травня 2022 Олаф Шольц заявив, що вступ України в ЄС за прискореною процедурою — неможливий, попри надзвичайні умови, зумовлені вторгненням РФ в Україну, але одночасно, зазначив, що блок має знайти швидкі й прагматичні рішення допомогти Україні.
У той же час, 16 червня Шольц повідомив, що Німеччина підтримує надання Україні статус країни-кандидата на вступ в ЄС.

### Незалежність від російського газу
На фоні війни в Україні Німеччина відмовилась від закупівлі російського газу. Так, 20 жовтня 2022 року канцлер Шольц повідомив, що Німеччина купує газ у Франції. Пан Шольц додав, що вдячний громадянам Німеччини за економію енергії.

## Критика
Режим жорсткої економії
Під час канцлерства Олафа Шольца в Німеччині почались серйозні економічні проблеми. Так, 25 травня 2023 року статистичне агентство ФРН офіційно повідомило, що країна увійшла в технічну рецесію. 4 липня уряд заявив, що запроваджують режим жорсткої бюджетної економії. 2023 року видатки скоротили на 20 млрд євро. Німеччина виділила 260 млрд євро на подалання дефіциту електроенергії, однак до 2030 року загальна сума складе не менше, ніж трильйон доларів.
Невдалий жарт про біженців
11 червня 2023 року канцлер Олаф Шольц викликав критику через жарт про щодо міграційної політики. Про це канцлер говорив під час з'їзду Євангельських Церков. Для того, щоб було зрозуміло, скільки людей прибуває на узбережжя Європи, а потім прямує до Німеччини, Шольц сказав: «Я вже пожартував на Європейській Раді: Німеччина повинна мати великий пляж на Середземному морі. Насправді, більше біженців, які прибувають до Європи через Середземне море, опиняються в Німеччині, ніж в окремих країнах, що межують в Середземним морем».
Жарт викликав оплески аудиторії, однак спричинив критику у Твіттері. Морські рятувальники, які категорично відкидають жорстокішу політику надання притулку, написали: «Понад 1150 загиблих у Середземному морі лише у 2023 році, і те, про що думає канцлер Шольц, — це поганий жарт. Будь-хто, хто може сміятися над цим, не повинен керувати державою».